# Avraham ibn Daúd
Avraham ibn Daúd (1110 Córdoba – 1180 Toledo), hebrejsky Avraham ben David ha-Levi, arabsky Ibráhím ibn Daud, známý také pod akronymem Rabad nebo Ravad (ראב"ד), byl židovský středověký filozof, historik a astrolog, jeden z prvních židovských aristoteliků. Napsal historické dílo Kniha tradice (Sefer ha-Kabala) a filozofický spis Vznešená víra (EMUNI rama).